# Portlandia (serie de televisión)

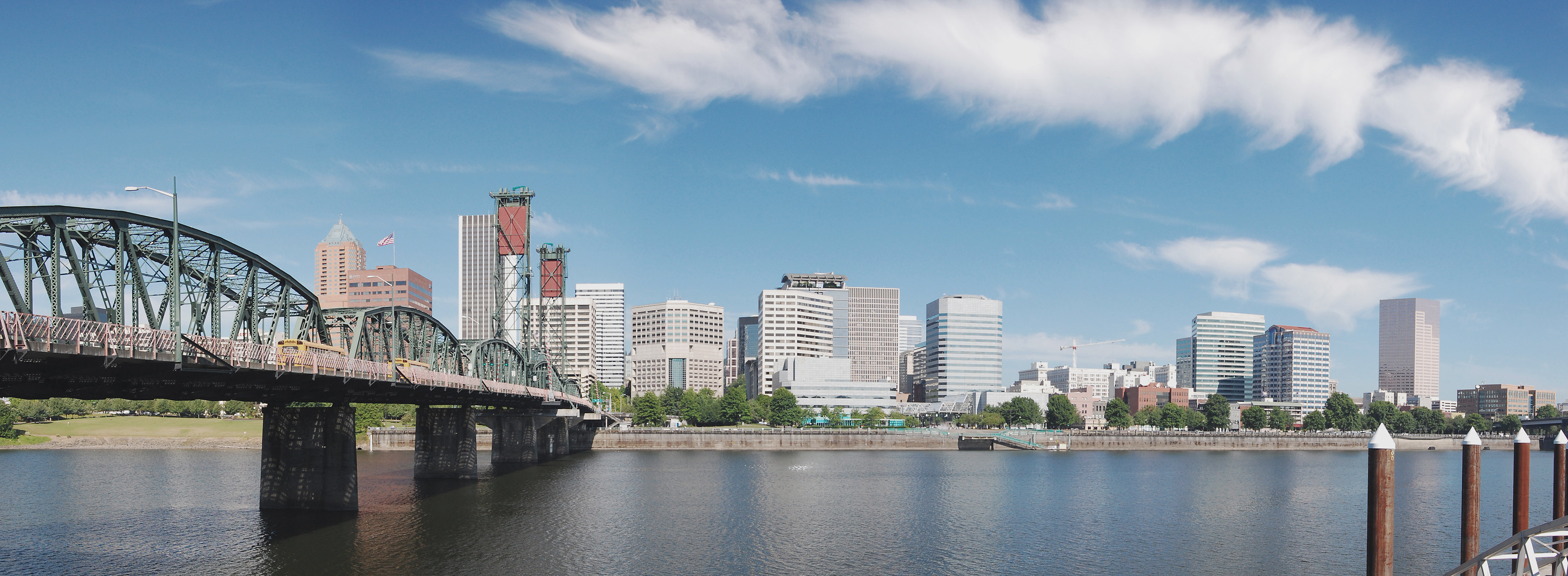
Portland, Oregón, la ciudad protagonista de la serie

Portlandia es una serie de televisión de la cadena Independent Film Channel (IFC) estrenada en enero de 2011.
La serie está ambientada y es rodada en Portland, Oregón, y es protagonizada por el miembro de Saturday Night Live Fred Armisen y por Carrie Brownstein, miembro de la banda Sleater-Kinney. El nombre Portlandia hace referencia a la escultura de Raymond Kaskey del mismo nombre sobre la entrada del Portland Building en la Quinta Avenida en el centro de Portland.
El 14 de febrero de 2011 fue confirmada la segunda temporada compuesta de 10 episodios, la cual comenzó en enero de 2012.
El 21 de marzo de 2012 fue renovada para una tercera temporada de 11 episodios la cual se estrenó el 14 de diciembre del mismo año.
El 12 de junio, canal anuncio la renovación de "Portlandia" para una cuarta temporada que fue estrenada el 27 de febrero del 2014 y una quinta temporada que comenzó el 8 de enero del 2015 de 10 episodios cada una.
El 10 de febrero de 2015, fue renovada para una sexta que comenzó el 21 de enero del 2016 de 10 episodios  y una séptima temporada.
La serie fue estrenada en Latinoamérica el 27 de marzo del 2012 por el canal I.Sat.

## Producción

### Idea y desarrollo
Brownstein y Armisen se conocieron en 2003 y comenzaron a colaborar en una serie de comedias y sketches para internet en 2005, con el nombre de ThunderAnt. Los sketches se orientaron cada vez más hacia la ciudad de Portland.
En julio de 2009, el dúo presentó su idea de una serie de comedia completa a IFC y a la compañía productora de Lorne Michaels, Broadway Video, y el proyecto fue rápidamente llevado adelante.

### Filmación y producción
Es filmada y está ambientada en Portland, Oregon. La producción de la primera temporada, de seis episodios, comenzó en agosto de 2010 y finalizó en septiembre del mismo año. El presupuesto de la primera temporada es de un millón de dólares. Junto a Allison Silverman, ex escritora y productora ejecutiva de The Colbert Report y directora de Portlandia, el director Jonathan Krisel, Armisen y Brownstein escribieron los sketches que aparecen en los primeros seis episodios. Lorne Michaels fue el productor ejecutivo.
Algunas de las estrellas invitadas son Selma Blair, Steve Buscemi, Heather Graham, Aubrey Plaza, Jason Sudeikis, Gus Van Sant y Kyle MacLachlan como el alcalde de la ciudad. El verdadero alcalde de Portland, Sam Adams, aparece en el primer episodio de la serie interpretando al asistente del alcalde. Un episodio incluye un festival de música con una banda de rock conformada por Colin Meloy de The Decemberists, James Mercer de The Shins y Corin Tucker de Sleater-Kinney.
El 14 de febrero de 2011 fue confirmada la segunda temporada compuesta de 10 episodios, la cual comenzó en enero de 2012.
El 21 de marzo de 2012 fue renovada para una tercera temporada de 11 episodios la cual se estrenó el 14 de diciembre del mismo año.
El 12 de junio, canal anuncio la renovación de "Portlandia" para una cuarta temporada que fue estrenada el 27 de febrero del 2014 y una quinta temporada que comenzó el 8 de enero del 2015 de 10 episodios cada una.
El 10 de febrero de 2015, fue renovada para una sexta que comenzó el 21 de enero del 2016 de 10 episodios  y una séptima temporada.

## Recibimiento

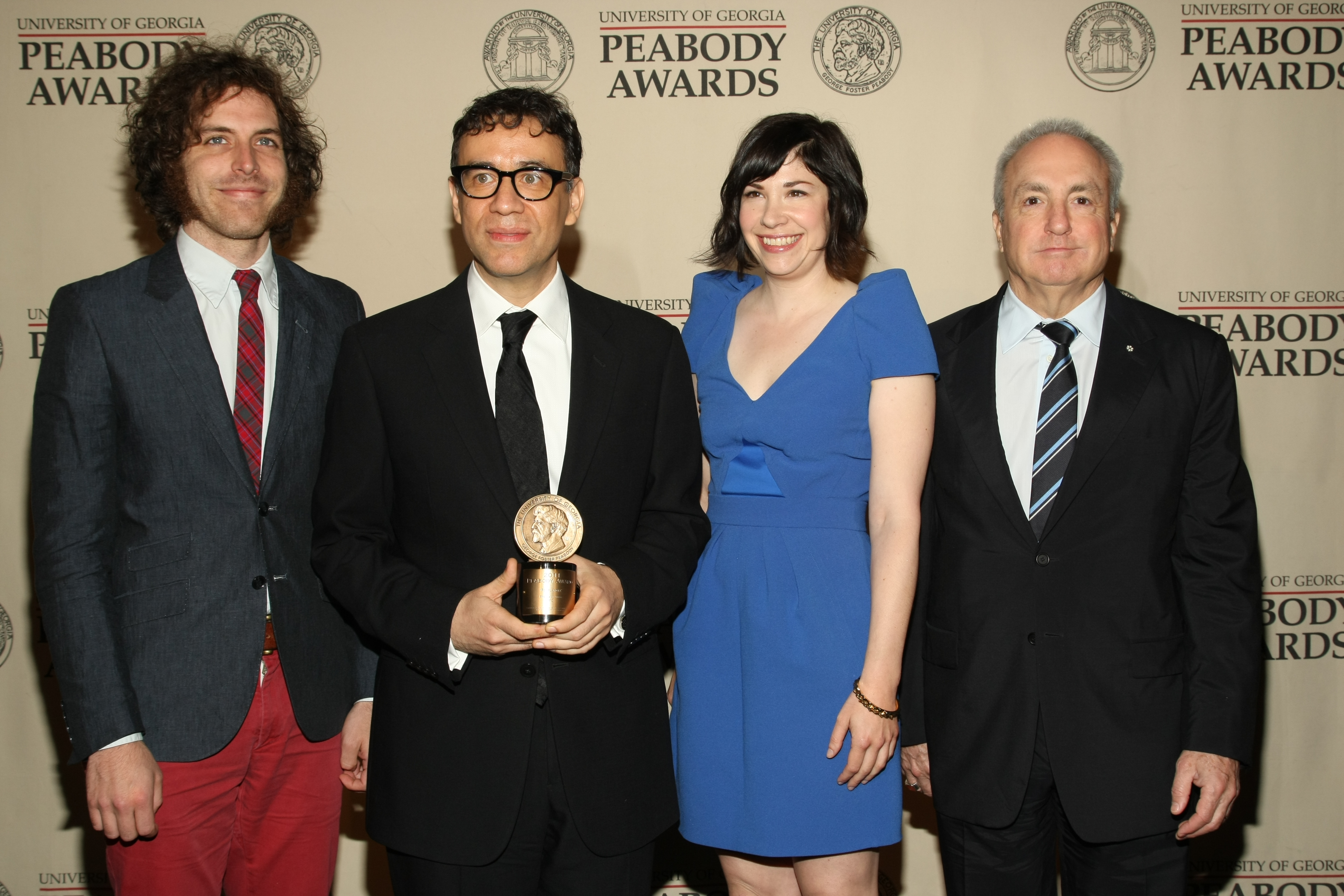
Jonathan Krisel, Fred Armisen, Carrie Brownstein y Lorne Michaels en los Premios Peabody.

La serie ha recibido críticas positivas en general. En el sitio de reseñas Metacritic la primera temporada recibió un puntaje de 71 sobre 100, y la segunda temporada un 75 sobre 100. Ambas temporadas entran en la categoría del sitio de "críticas favorables en general". Robert Lloyd de Los Angeles Times llamó a la serie "graciosa y encantadora". Al contrario, Brian Lowry de Variety comentó que la serie fue "claramente hecha con poquísimo dinero", y dijo que presentó una "exhibición de personajes fastidiosos" que sirvieron de prueba de que "no todo el mundo merece una serie de comedia de sketches, especialmente cuando la premisa no es más que viñetas inspiradas por los alrededores hippies de Portland". IFC "vitoreó" el rating de 263.000 (en vivo) que vieron el primer episodio; sumando las repeticiones y tres días en ventas de DVR, el número llegó a 725.000, que no incluye un estimado de 500.000 que vieron un adelanto por internet en IFC.com, Hulu y YouTube durante los días previos al estreno oficial por IFC.
El alcalde de Portland, quien además apareció en la serie, proclamó el 21 de enero de 2011 el Portlandia Day. La proclamación incluyó un pájaro decorativo, en referencia a una broma de la serie. Una compañía de excursiones en bicicleta comenzó a ofrecer guías por Portlandia.